# Villiers-en-Bois
Villiers-en-Bois is een gemeente in het Franse departement Deux-Sèvres (regio Nouvelle-Aquitaine) en telt 150 inwoners (1999). De plaats maakt deel uit van het arrondissement Niort.

## Geografie
De oppervlakte van Villiers-en-Bois bedraagt 19,3 km², de bevolkingsdichtheid is 7,8 inwoners per km².
De onderstaande kaart toont de ligging van Villiers-en-Bois met de belangrijkste infrastructuur en aangrenzende gemeenten.

## Demografie
Onderstaande figuur toont het verloop van het inwonertal (bron: INSEE-tellingen).